# Echinochloa frumentacea
Echinochloa frumentacea és una espècie de planta cultivada dins el gènere Echinochloa. Tant Echinochloa frumentacea com Echinochloa esculenta s'anomenen mill japonès ("Japanese millet"). Aquest mill es cultiva molt com a cereal a Índia, el Pakistan, i Nepal. El seu ancestre és l'herba tropical Echinochloa colona, però la data exacta i la regió on es va domesticar és incerta. Es cultiva en terres marginals on l'arròs i altres cultius no creixen bé. Les llavors es couen amb aigua o es bullen amb llet i sucre. De vegades es fermenta per fer-ne cervesa.